# Saint-Amadou
 Saint-Amadou  là một xã ở tỉnh Ariège, thuộc vùng Occitanie ở phía tây nam nước Pháp.